# Setsuko Inoue
Pour les articles homonymes, voir Inoue.
Setsuko Inoue (井上節子, Inoue Setsuko), née le 16 septembre 1945 dans la préfecture de Kanagawa (Japon), est une ancienne joueuse japonaise de volley-ball.
Elle est médaillée d'argent aux Jeux de 1968.

## Carrière
Yukiyo Kojima remporte la médaille d'argent du tournoi féminin aux Jeux olympiques d'été de 1968, perdant en finale face aux Soviétiques.

## Palmarès

### Équipe nationale
- Jeux olympiques
  -  1968 à Mexico.

### En club
- Tournoi de Kurowashiki[3]
  - Vainqueur : 1968.